# Ален Гинзберг
Ален Гинзберг (енгл. Irwin Allen Ginsberg; Њуарк, 3. јун 1926 — Њујорк, 5. април 1997) био је амерички песник, филозоф и писац. Једна од водећих личности генерације Битника, педесетих година и Хипи покрета из шездесетих година XX века, који је са америчког тла произишао у глобални феномен.

## Биографија
Ален Гинзберг потиче из јеврејске породице, рођен је у Њуарку, Њу Џерсију, али је одрастао у Патерсону. Био је песник и један од лидера бит покрета, заједно с Керуаком, Бароузом, Холмсом и Кесидијем. Постаје познат већ с првом објављеном збирком песама Урлик и друге песме (1956). Дуга поема Урлик, настала под утицајем читања поезије Вилијема Блејка, проузроковала је пленидбу првог издања и бројне судске тужбе за ширење неморала. Посвећена је његовом пријатељу Карлу Соломону и друговима битницима који су на својој кожи осетили репресалије друштвене хијерархије америчког система потпуно отуђеног од Витменове Америке којој он контрира тадашње стање гледано сопственим очима. Урлик представља парадигму његове поетике. Шездесетих година XX века Гинзберг предводи Хипи покрет. Занимају га религије Далеког истока, међу њима хиндуизам и будизам. Био је и пацифиста и анархиста. Био је и хомосексуалац и вегетаријанац. Суделовао је у раду у НАМБЛИ, организацији која заговара педофилију, коју напушта онога тренутка када је увидео да је успео проширити своје идеје. Припада читавом једном контракултурном покрету, који се на америчком тлу развио од четрдесетих до седамдесетих година XX века. Сарађивао са Кенетом Рексротом, Тимотијем Лиријем, Аланом Вотсом, Норманом Брауном, Бертраном Раселом, Бобом Диланом, идр. Често је путовао по свету, а у више наврата је посетио бившу Југославију и Београд, где је био у друштву песникиње Нине Живанчевић.

## Дела
- („Урлик и друге песме“, 1956)
- („Кадиш и друге песме“, 1961)
- („Сендвичи реалности“, 1953)
- („Писма од Јаге“, 1963) - са Вилијамом С. Бароузом
- („Планетарне вести“, 1968)
- („Капије гнева: Римоване песме“, 1972)
- („Железни коњ“, 1972)
- („Пад Америке: песме за ове државе“, 1973)
- („Први блуз: раге, баладе и песме на хармонијуму 1971 - 1974“, 1975)
- („Умодисање“, 1978)
- („Плутонијанска ода: песме“, 1982)
- („Сабране песме 1947–1980“, 1984)
- -{White Shroud Poemsv („Песме белог покривача“, 1986)
- („Поздравне космополитове песме“, 1994)
- („Илуминиране песме“, 1996)
- („Изабране песме: 1947–1995“, 1996)
- („Пад Америке: песме за ове државе“, 1999)
- („Намерна проза“, 2000)

## Дела преведена на српски језик

### Књиге
- Urlik uma : izabrane pesme / Alen Ginzberg ; izbor,prevod,napomene i bio-bibliografski podaci Vojo Šindolić. - Beograd : Dom omladine Beograda, 1983.
- Hidrogenski džuboks : izabrane pesme : 1947-1981 / Alen Ginzberg ; priredili i sa engleskog preveli Zoran Petković i Mihailo Ristić. - [1.izd.]. - Beograd : Narodna knjiga, 1983.
- Džek Keruak i Alen Ginsberg : izabrana pisma / priredili Bil Morgan i Dejvid Stanford ; odabrao i preveo sa engleskog Muharem Bazdulj. -.

### У часописима и зборницима
- Na Apollinaireovom grobu / Allen Ginsberg ; sa engleskog preveo Bogomil Đuzel. - У: Polja. - God. 8, br. 59 (mart 1962), str. 7. ISSN 0032-3578
- Pjesma raketa / Allen Ginsberg. - У: Polja. - God. 16, br. 140/141 (maj-jun 1970), str. 31. ISSN 0032-3578
- Антологија модерне америчке поезије / изабрао и приредио Иван В. Лалић ; превод Бранка Лалић и Иван В. Лалић. - Садржи: Самопослуга у Калифорнији ; Урлик (II). - Београд : Просвета. 1972. стр. 264–267.
- Битници нису покрет / Ален Гинзберг ; разговор водио и превео Роберт Тили. - У: Књижевне новине. - Год. 32, бр. 614 (1980), стр. 38-39. ISSN 0023-2416
- Сусрети са Езром Паундом : дневничке забелешке / Ален Гинзберг ; са енг. превео Војо Шиндолић. - У: Градина. - Год. 21, бр. 6 (1986), стр. 78-92. ISSN 0436-2616
- Разговор с Аленом Гинзбергом / разговор водио Владислав Бајац. - U: Летопис Матице српске. - Год. 162, књ. 437, св. 2 (феб. 1986), стр. 273-279. ISSN 0025-5939
- Lisergična kiselina : (odlomak) ; Elegija za Če Gevaru ; Poseta Velsu ; Slušajući "Leonoru" čitanu naglas u Amity Street 203 ; Nikoga ne zanima književnost, veština ; [Do 1955. godine pisao sam poeziju...] ; Tematika - aktivnost uma ; Pismo Gregori Korsou ; O sudionicima bit pokreta : pismo Alena Ginzberga iz Pariza Piteru Orlovskom u Njujorku / Alen Ginzberg ; prevеli Zoran Petković, Mihailo Ristić, Dubravka Prendić. - Nadređeni stv. nasl.: Poetika: A. Ginzber. - Zajed. stv. nasl.: Druge pesme. - У: Polja. - God. 32, br. 327 (maj 1986), str. 234-237. ISSN 0032-3578
- Нове песме / Ален Гинзберг ; с енг. превела Нина Живанчевић. - У: Писмо. - Год. 3, бр. 11 (1987), стр. 47-54. ISSN 0352-6860
- Волети Витмена / Ален Гинзберг ; избор и прев. Војо Шиндолић. - Садржи: Импровизација у Беиђингу, Волим старог Витмена, После Антипетера, Ствари које не знам. - У: Стремљења. - Год. 34, бр. 8/10 (1994), стр. 62-70. ISSN 0585-4229
- Duende, муза и анђео : разговор Роберта Данкана, Алена Гинзберга и Чарлса Олсона / превела с енглеског Бранка Николић. - У: Летопис Матице српске. - 170, 453, 4 (апр. 1994), стр. 561-576. ISSN 0025-5939
- Из Урлика / Ален Гинзберг ; превод са енглеског Срба Митровић. - У: Књижевна реч. - Год. 23, бр. 447 (25. X 1994), стр. 8-9. ISSN 0350-4115
- Моје тужно биће / Ален Гинзберг ; превод Срба Митровић. - У: Књижевне новине. - Год. 46, бр. 889-890 (1-15. VII 1994), стр. 13. ISSN 0023-2416
- У вези / Ален Гинзберг ; изабрао и с енглеског превео Владимир Копицл. - U: Овдје. - Год. 31, бр. 376/378 (2000), стр. 31-32. ISSN 0475-1159
- Noćas, u Kalkuti / Alen Ginzberg ; prevod sa engleskog i beleške o autoru Džon Titel. - Sadrži pesmu: Noćas, u Kalkuti. - У: Art 032. - Br. 8 (2003), str. 51-53. ISSN 1451-0197
- "Svakog jutra se budim sa spoznajom da pobeda ne postoji" / Alen Ginzberg ; intervju vodio Vojo Šindolić. - У: Art 032. - Br. 13 (2006), str. 24-28. ISSN 1451-0197
- Фрагмент из поеме "Урлик" / Ален Гинзберг ; превели Никола Ђорђевић и Роберт Вајт. -У: Песничке новине. - Бр. 1 (2006), стр. 56. ISSN 1452-4902
- Песма ; Супермаркет у Калифорнији ; "Немој остарити" / Ален Гинзберг ; са енглеског превео Владимир Милетић. - Надређени ств. насл.: Терет је претежак. - У: Свеске. - Год. 18, бр. 81 (јул 2006), стр. 41-44. ISSN 1451-9976
- Линдзију / Ален Гинзберг. - У: Песничке новине. - Бр. 3 (2008), стр. 69. ISSN 1452-4902
- Moje tužno ja / Alen Ginzberg ; sa američkog engleskog preveo Nikola Todorović. - У: Odgovor. - Br. 2 (2009), str.59-63. ISSN 1820-9467
- Љиљан ; На свету много је задњица и рупа ; Ми излазимо са сунцем и падамо у ноћ ; Пекиншка импровизација ; У мају 1988. ; Хм... Бом! ; Јесење лишће ; Смрт и слава / Ален Гинзберг ; [избор, белешка и превод Владимир Јагличић]. - U: Липар. - Год. 10, бр. 38/40 (2009), стр. 600-614. ISSN 1450-8338
- Болешљиви блуз / Ален Гинзберг ; препев са енглеског Роберт Тили. - У: Градина. - Год. 49, бр. 52/53/54 (2013), стр. 47-58. ISSN 0436-2616
- Из баштине / Ален Гинзберг ; [избор, превод и белешка] Роберт Тили. - Садржи: Ноћна јабука ; Птичји мозак ; Зелени аутомобил. - У: Кораци. - Год. 48, св. 10/12 (2014), стр. 81-86. ISSN 0454-3556
- Негативна способност: Керуакова будистичка етика / Ален Гинзберг ; превео са енглеског Алекса Голијанин. - У: Градац. - Год. 43, бр. 201/202 (2016), стр. 155-161. ISSN 0351-0379
- Sutra Vičitinog vrtloga / Alen Ginzberg ; sa engleskog preveo Vladimir Kopicl. - U: Polja. - God. 62, br. 506 (jul-avg. 2017), str. 166-183. ISSN 0032-3578
- O stvarima, ne o idejama / Alen Ginzberg ; Maja Herman Sekulić. - U: Skice za portrete / Maja Herman Sekulić. - Beograd : Zavod za udžbenike : Službeni glasnik. 2017.  978-86-519-2134-9. стр. 109–124.